# Silvitettix gorgasi
Silvitettix gorgasi är en insektsart som först beskrevs av Morgan Hebard 1924.  Silvitettix gorgasi ingår i släktet Silvitettix och familjen gräshoppor. Inga underarter finns listade i Catalogue of Life.